# Portal de Datos Abiertos UNAM
El Portal de Datos Abiertos UNAM, Colecciones Universitarias es una herramienta de consulta de bases de datos de acervos del patrimonio universitario y datos de investigación. Publica 56 colecciones, cerca de 2 millones de registros de los temas de biodiversidad, obra artística, objetos digitales, proyectos universitarios y productos de investigación. Las colecciones universitarias digitales se encuentran físicamente en distintas entidades y dependencias de la Universidad Nacional Autónoma de México y, por medio del portal, es posible que se puedan conocer sus contenidos desde un solo punto en línea. Además, como se publican como datos abiertos, cuentan con autorización para su consulta y descarga libre de registros, sin restricciones de uso o redistribución. De este modo, «se pueden utilizar libremente por la comunidad universitaria, instituciones de gobierno y la sociedad en general». La única condición es que los usuarios respeten los términos de uso, ya que de este modo se cita la fuente de origen y, además, es la forma de reconocer el trabajo intelectual realizado por los académicos de la universidad, así como el cuidado del patrimonio universitario y nacional.
El Portal de Datos Abiertos UNAM se publicó en línea el 9 de marzo de 2016. Es administrado por la Dirección General de Repositorios Universitarios, creada el 5 de noviembre de 2018, la cual reemplaza a la Coordinación de Colecciones Universitarias Digitales (CCUD). Esta dependencia integra y publica en línea las colecciones universitarias, los datos de investigación y otros acervos digitales producto de las funciones sustantivas de la Universidad.

## Colecciones universitarias
Desde su creación, la UNAM tiene entre sus funciones el resguardo de bienes culturales e intelectuales como son las colecciones científicas, artísticas y humanísticas. Estas requieren de importantes tareas de curación, preservación y catalogación. Por otro lado, la labor académica y docente de la universidad genera numerosos productos de investigación, que incluyen la obtención de datos, el análisis y la publicación. Además del trabajo permanente de investigación y curación de colecciones, las entidades y dependencias han realizado esfuerzos valiosos de digitalización que generan versiones electrónicas. De estas versiones surgen las Colecciones Universitarias Digitales, «las cuales son el conjunto ordenado de datos, de hechos tangibles e intangibles, reunidos y clasificados por su valor académico, cultural, histórico y de identidad universitaria, propiedad de la UNAM. Sus datos se encuentran codificados en formatos electrónicos que se pueden leer y compartir mediante computadoras y otros dispositivos». Tanto las colecciones científicas, artísticas y humanísticas como los productos de investigación forman parte de las Colecciones Universitarias Digitales que se publican en el Portal de Datos Abiertos UNAM. De este modo, provienen de tres fuentes principales:
| Fuente                                   | Descripción |
| ---------------------------------------- | --- |
| a) Acervos:                              | son fuentes de consulta, referencia o preservación; cuentan principalmente con datos primarios. Por ejemplo: biológicos (Herbario Nacional de México, Colección Nacional de Paleontología y Colección Nacional de Aves); fotográficos (como el Archivo Fotográfico Manuel Toussaint); mapas y capas geoespaciales (mapas históricos), entre otras.            |
| b) Proyectos de investigación académica: | son conjuntos de datos que se generaron durante el desarrollo de proyectos de investigación (como experimentos o análisis estadístico) y en los cuales se fundamentan sus resultados. Los datos de investigación contribuyen a la toma de decisiones frente a problemas complejos y globales como serían la pobreza, el cambio climático, entre muchos otros. |
| c) Publicaciones y repositorios:         | son colecciones en las que se describen diversos productos académicos terminados (documentos, imágenes y diferentes objetos de multimedia). |

## Secciones temáticas del Portal de Datos Abiertos UNAM
En el Portal de Datos Abiertos UNAM actualmente puedes consultar cinco secciones temáticas:

### Colecciones biológicas
Reúne conjuntos de ejemplares de organismos o partes de éstos. Las colecciones biológicas son las siguientes:
1. Herbario Nacional de México
2. Colección Nacional de Ácaros
3. Colección Nacional de Anfibios y Reptiles
4. Colección Nacional de Arácnidos
5. Colección Nacional de Aves
6. Colección Nacional de Crustáceos
7. Colección Nacional de Equinodermos
8. Colección Nacional de Helmintos
9. Colección Nacional de Insectos
10. Colección Nacional de Mamíferos
11. Colección Nacional de Moluscos
12. Colección Nacional de Paleontología, Tipos
13. Colección Nacional de Peces
14. Colección Nacional de Phylum Porifera
15. Biología reproductiva del pájaro bobo de patas azules (Sula nebouxii) en Isla Isabel, Nayarit
16. Base de datos de polen moderno Tekia
17. Colección de Crustáceos de Yucatán, Unidad Sisal
18. Colección de Cnidarios del Golfo de México y Mar Caribe Mexicano, Unidad Sisal
19. Colección de Moluscos de la Península de Yucatán, Unidad Sisal
20. Colección de Foto Colectas Biológicas
21. Colección de Hongos
22. Colección Ictiológica
23. Colección Malacológica
24. Colección Regional de Invertebrados Marinos
25. Colección de Referencia de Copépodos Bentónicos
26. Herbario de Plantas Ornamentales Carlos Contreras Pagés
27. Colección de Plantas de Xochimilco, Herbario de Plantas Ornamentales Carlos Contreras Pagés
28. Colección de Plantas de la Reserva del Pedregal, Herbario de Plantas Ornamentales Carlos Contreras Pagés
29. Museo de Zoología Alfonso L. Herrera, Colección de Aves
30. Museo de Zoología Alfonso L. Herrera, Colección de Mamíferos
31. Museo de Zoología Alfonso L. Herrera, Colección de Diptera
32. Museo de Zoología Alfonso L. Herrera, Colección de Odonata

### Obra artística
Actualmente incluye una parte importante del Archivo Fotográfico Manuel Toussaint. Las colecciones de obra artística son las siguientes:
1. Archivo Fotográfico Manuel Toussaint
2. Pintura de la Nueva España
3. Construcción de CU
4. Colección Vicente Cortés Sotelo
5. Colección José María Lupercio
6. Colección Julio Michaud

### Objetos digitales
Reúne objetos como documentos, imágenes y audios publicados en acceso abierto. Las colecciones que se encuentran en la sección de objetos digitales son las siguientes:
1. Archivo Fotográfico de Vegetación de México: viajes de Faustino Miranda y Enriqueta García
2. Acervo fotográfico de Anatomía Patológica y Veterinaria
3. Banco de Imágenes del Departamento de Parasitología
4. Colección de Laminillas Digitales
5. Biblioteca Digital Silvestre Revueltas
6. Repositorio del Instituto de Biología (Irekani)
7. Repositorio Universitario Digital (FFyL)
8. Repositorio Universitario Digital (IIEc)
9. Repositorio Universitario Digital (IIS)
10. Repositorio Universitario Digital (MiCISAN)
11. Series, Repositorio Universitario Digital (RUSI)
12. Gaceta Digital, Repositorio Universitario Digital (RUSI)
13. Pildorita, Repositorio Universitario Digital (RUSI)

### Proyectos universitarios
Colección útil para conocer las investigaciones que se desarrollan en la UNAM y que se realizaron con el Programa de Apoyo a Proyectos de Investigación e Innovación Tecnológica (PAPIIT), de la Dirección General de Asuntos del Personal Académico (DGAPA). Esta colección cuenta con información que detalla las características de los proyectos, la entidad o dependencia ejecutora y los resultados obtenidos.

### Productos de investigación
Sección de reciente apertura, creada con el objetivo de difundir los datos que son productos generados por la investigación universitaria, bajo la filosofía de ciencia abierta que promueve las distintas etapas del trabajo académico. Los conjuntos de datos que actualmente se encuentran disponibles son:
1. Productos de Proyectos Universitarios PAPIIT
2. Química de la biodiversidad mexicana y actividad biológica de sus productos naturales
3. Proyecto de investigación de Hidrogeoquímica de lagos del centro de México
4. Proyecto de investigación de Biología reproductiva del pájaro bobo de patas azules (Sula nebouxii) en Isla Isabel, Nayarit

## Entidades y dependencias universitarias participantes
La publicación de las colecciones es resultado de un trabajo colaborativo con curadores, académicos y autoridades universitarias. Gracias a una estrecha vinculación es que ha sido posible integrar y actualizar diversas Colecciones Universitarias Digitales, así como proyectos de investigación. El trabajo de los proveedores de datos es fundamental y debido a su participación es viable alimentar, conservar y actualizar las colecciones. En la siguiente tabla se muestran las entidades participantes y los acervos que se encuentran publicados en el Portal de Datos Abiertos UNAM.

| NÚM. ENT. | NÚM. COL. | NOMBRES DE ENTIDADES Y COLECCIONES ASOCIADAS                                                  | SIGLAS              |
| 1         |           | Centro de Investigaciones Sobre América del Norte                                             | CISAN               |
| --------- | --------- | --------------------------------------------------------------------------------------------- | ------------------- |
|           | 1         | Repositorio Universitario Digital (MiCISAN)                                                   | RU-CISAN            |
| 2         |           | Dirección General de Asuntos del Personal Académico                                           | DGAPA               |
|           | 2         | Proyectos Universitarios PAPIIT                                                               | PAPIIT              |
|           | 3         | Productos de Proyectos Universitarios PAPIIT                                                  | PAPIIT              |
| 3         |           | Facultad de Arquitectura                                                                      | FARQ                |
|           | 4         | Herbario de Plantas Ornamentales Carlos Contreras Pagés                                       | HEFA                |
|           | 5         | Plantas de Xochimilco                                                                         | HEFA:XO             |
|           | 6         | Plantas de la Reserva del Pedregal                                                            | HEFA                |
| 4         |           | Facultad de Ciencias                                                                          | FCIE                |
|           | 7         | Colección de Aves del Museo de Zoología Alfonso L. Herrera                                    | MZFC                |
|           | 8         | Colección de Diptera del Museo de Zoología Alfonso L. Herrera                                 | MZFC-DI             |
|           | 9         | Colección de Hongos                                                                           | MZFC-HO             |
|           | 10        | Colección de Mamíferos del Museo de Zoología Alfonso L. Herrera                               | MZFC-M              |
|           | 11        | Colección de Odonata del Museo de Zoología Alfonso L. Herrera                                 | MZFC-OD             |
|           | 12        | Cnidarios, Unidad Sisal                                                                       | SISAL:CN            |
|           | 13        | Crustáceos de Yucatán, Unidad Sisal                                                           | SISAL:CY            |
|           | 14        | Moluscos de Yucatán, Unidad Sisal                                                             | SISAL:CM            |
| 5         |           | Facultad de Medicina Veterinaria y Zootecnia                                                  | FMVZ                |
|           | 15        | Acervo Fotográfico de Anatomía Patológica Veterinaria                                         | PATF                |
|           | 16        | Banco de Imágenes del Departamento de Parasitología                                           | PARF                |
|           | 17        | Colección de Laminillas Digitales                                                             | PARM                |
| 6         |           | Facultad de Música                                                                            | FaM                 |
|           | 18        | Biblioteca Digital Silvestre Revueltas                                                        | BDREV               |
| 7         |           | Facultad de Filosofía y Letras                                                                | FFyL                |
|           | 19        | Repositorio Universitario Digital (FFyL)                                                      | RU-FFyL             |
| 8         |           | Instituto de Biología                                                                         | IBUNAM              |
|           | 20        | Colección de Foto Colectas Biológicas                                                         | CFB                 |
|           | 21        | Colección Nacional de Ácaros                                                                  | CNAC                |
|           | 22        | Colección Nacional de Anfibios y Reptiles                                                     | CNAR                |
|           | 23        | Colección Nacional de Arácnidos                                                               | CNAN                |
|           | 24        | Colección Nacional de Aves                                                                    | CNAV                |
|           | 25        | Colección Nacional de Crustáceos                                                              | CNCR                |
|           | 26        | Colección Nacional de Helmintos                                                               | CNHE                |
|           | 27        | Colección Nacional de Insectos                                                                | CNIN                |
|           | 28        | Colección Nacional de Mamíferos                                                               | CNMA                |
|           | 29        | Colección Nacional de Moluscos                                                                | CNMO                |
|           | 30        | Colección Nacional de Peces                                                                   | CNPE                |
|           | 31        | Herbario Nacional de México                                                                   | MEXU                |
|           | 32        | Repositorio Universitario Digital (Irekani)                                                   | RU-IBUNAM (Irekani) |
| 9         |           | Instituto de Ciencias del Mar y Limnología                                                    | ICML                |
|           | 33        | Colección Ictiológica                                                                         | CIICMYL             |
|           | 34        | Colección Regional de Invertebrados Marinos                                                   | CRIM                |
|           | 35        | Colección Malacológica                                                                        | COMA                |
|           | 36        | Colección Nacional de Equinodermos                                                            | ICML-UNM            |
|           | 37        | Colección Nacional del Phylum Porifera                                                        | CNPGG               |
|           | 38        | Colección de Referencia de Copépodos Bentónicos                                               | EMUCOP              |
| 10        |           | Instituto de Ecología                                                                         | IEUNAM              |
|           | 39        | Biología reproductiva del pájaro bobo de patas azules (Sula nebouxii) en Isla Isabel, Nayarit | BIBOPA              |
| 11        |           | Instituto de Geografía                                                                        | IGEO                |
|           | 40        | Archivo Fotográfico de Vegetación de México: viajes de Faustino Miranda y Enriqueta García    | AFVM                |
| 12        |           | Instituto de Geología                                                                         | IGL                 |
|           | 41        | Colección Nacional de Paleontología                                                           | IGL                 |
|           | 42        | Base de datos de polen moderno Tekia                                                          | TEKIA               |
| 13        |           | Instituto de Geofísica                                                                        | IGEF                |
|           | 43        | Hidrogeoquímica y poblaciones de diatomeas en lagos del centro de México (Diatomeas)          | LADIMEX_DIA         |
|           | 44        | Hidrogeoquímica y poblaciones de diatomeas en lagos del centro de México (Lagos)              | LADIMEX_LAG         |
| 14        |           | Instituto de Investigaciones Estéticas                                                        | IIE                 |
|           | 45        | Archivo Fotográfico Manuel Toussaint                                                          | AFMT                |
|           | 46        | Colección Vicente Cortés Sotelo                                                               | CVCS                |
|           | 47        | Pintura de la Nueva España                                                                    | AFMT:CP             |
|           | 48        | Construcción de CU                                                                            | AFMT:CK             |
|           | 49        | José María Lupercio                                                                           | AFMT:CJML           |
|           | 50        | Julio Michaud                                                                                 | AFMT:CMICH          |
| 15        |           | Instituto de Investigaciones Sociales                                                         | IIS                 |
|           | 51        | Repositorio Universitario Digital (IIS)                                                       | RU-IIS              |
| 16        |           | Instituto de Investigaciones Económicas                                                       | IIEc                |
|           | 52        | Repositorio Universitario Digital (IIEc)                                                      | RU-IIEc             |
| 17        |           | Instituto de Ingeniería                                                                       | IINGEN              |
|           | 53        | Series, Repositorio Universitario Digital (RUSI)                                              | RU-IINGEN           |
|           | 54        | Gaceta Digital, Repositorio Universitario Digital (RUSI)                                      | RU-IINGEN           |
|           | 55        | Pildorita, Repositorio Universitario Digital (RUSI)                                           | RU-IINGEN           |
| 18        |           | Instituto de Química                                                                          | IQUIM               |
|           | 56        | Química de la biodiversidad mexicana y actividad biológica de sus productos naturales         | UNIIQUIM            |

## Datos Abiertos en la UNAM
Los registros que se publican en el Portal de Datos Abiertos UNAM provienen de las colecciones universitarias y contienen parte del vasto acervo de información científica, artística y cultural de la universidad. Al publicar las colecciones como datos abiertos, el conocimiento acumulado se difunde e incrementa sus posibilidades de uso y así es posible generar nuevo conocimiento. «De esta manera, la UNAM retribuye y beneficia a los distintos sectores de la sociedad con la difusión del conocimiento y la investigación transdisciplinaria».